# Bernard Guyot (Radsportler)

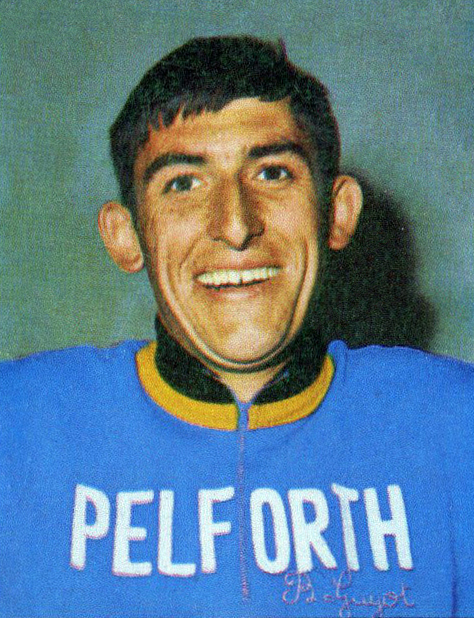
Bernard Guyot (1968)

Bernard Guyot (* 19. November 1945 in Savigny-sur-Orge; † 1. März 2021) war ein französischer Radrennfahrer.

## Sportliche Laufbahn
Sein erster bedeutender Erfolg war der Sieg bei der Tour de Namur 1964, 1965 gewann er Paris–Mantes. Guyot nahm an den Olympischen Spielen 1964 teil und belegte Rang 94 im olympischen Straßenrennen. Seinen größten Erfolg als Amateur konnte Guyot mit dem Gesamtwertungssieg der Internationalen Friedensfahrt 1966 erzielen, bei der er auch eine Etappe gewann. Bei den UCI-Straßen-Weltmeisterschaften 1966 auf dem Nürburgring belegte er im Straßenrennen der Amateure den 19. Platz. 1966 wurde er mit der „Mérite Veldor“ geehrt, einer Auszeichnung für den besten französischen Amateur des Jahres.
Im Jahr 1967 wechselte er daraufhin in das Profilager zum Radsportteam Pelforth-Sauvage-Lejeune. 1968 gewann er die letzte Austragung des Circuit d’Auvergne. Fünfmal startete er bei der Tour de France, seine beste Platzierung war ein 27. Rang in der Gesamtwertung 1968. Bei den französischen Meisterschaften wurde er 1969 Dritter und 1972 Zweiter im Straßenrennen. Bei den Verfolgungsmeisterschaften wurde er 1968 Zweiter. Zum Ende seiner Karriere versuchte er sich als Steher und kam bei den nationalen Meisterschaften 1973 auf den 4. Platz. Ein Jahr später blieb er ohne nennenswerte Platzierungen und beendete seine Laufbahn.

## Erfolge
1964
- eine Etappe Tour du Maroc
- Gesamtwertung und eine Etappe Tour de Namur

1965
- Gesamtwertung  Tour de l’Yonne
- zwei Etappen Tour de l’Avenir

1966
- Gesamtwertung und eine Etappe Friedensfahrt
- eine Etappe Tour de l’Avenir

1967
- eine Etappe Euskal Bizikleta
- eine Etappe Paris–Nizza
- Gesamtwertung und Etappe Circuit du Morbihan
- eine Etappe Volta Ciclista a Catalunya

1968
- Französische Meisterschaften – Verfolgung

1969
- Französische Meisterschaften – Straßenrennen
- Boucles de la Seine

1972
- Französische Meisterschaften – Straßenrennen

## Familiäres
Bernard ist der Bruder von Claude Guyot und Serge Guyot, die beide ebenfalls Radsportler waren.